# Danh sách phim tài liệu Việt Nam thập niên 1970
Danh sách phim tài liệu Việt Nam thập niên 1970 bao gồm các phim tài liệu, phóng sự, phim khoa học do Việt Nam sản xuất hoặc do các quốc gia khác sản xuất với nội dung xoay quanh các vấn đề của người Việt, được ra mắt lần đầu tiên trong thập niên 1970.

## Năm 1970
| Phim                                            | Đạo diễn                                                   | Biên kịch                                                  | Quay phim                                                  | Sản xuất        | Chú         | Ref    |
| ----------------------------------------------- | ---------------------------------------------------------- | ---------------------------------------------------------- | ---------------------------------------------------------- | --------------- | ----------- | ------ |
| Bác Hồ sống mãi                                 | Lê Huân                                                    | Lê Huân                                                    |                                                            | XPTSTLTW & QĐND |             | [ 1 ]  |
| Bác còn sống mãi                                | Phạm Thành Liêu                                            | - Trần Bảo - Phạm Thành Liêu                               | Đỗ Khánh Toàn                                              |                 |             | [ 2 ]  |
| Bắc Tôn thăm binh chủng thông tin               | Phạm Tiến Đại                                              |                                                            | Phạm Tiến Đại                                              | XPQĐND          |             | [ 3 ]  |
| Chiến công vĩ đại                               | Phạm Lệnh                                                  |                                                            |                                                            | XPQĐND          |             | [ 4 ]  |
| Chiến thắng cao điểm 935                        |                                                            |                                                            | Lê Đức Tiến                                                | XPQĐND          |             | [ 5 ]  |
| Chiến thắng mùa khô ở Lào                       |                                                            |                                                            | Trần Duy Hinh                                              | XPQĐND          |             | [ 6 ]  |
| Chiến thắng Khe Sanh                            | Phạm Lệnh                                                  |                                                            | Nguyễn Sớm                                                 | XPQĐND          |             | [ 7 ]  |
| Chiến tranh hóa học                             |                                                            |                                                            |                                                            | XPQĐND          |             | [ 8 ]  |
| Chúng con nhớ bác                               | Nguyễn Văn Thông                                           | Nguyễn Văn Thông                                           | Phạm Ngọc Đính                                             | XPQĐND          |             | [ 9 ]  |
| Đại tướng Võ Nguyên Giáp thăm Phòng không       | Phạm Tiến Đại                                              |                                                            | Phạm Tiến Đại                                              | XPQĐND          |             | [ 10 ] |
| Gặp gỡ những chiến sĩ Đăktô                     |                                                            |                                                            | Nguyễn Xuân Bình                                           | XPQĐND          |             | [ 11 ] |
| Làng nhỏ Quảng Nam                              | Hồ Quốc Vy                                                 |                                                            | - Phan Sĩ Lan - Cao Thuận                                  | XPQĐND          |             | [ 12 ] |
| Một mùa khô thắng lớn                           | Phan Phước Mẫn                                             | Phan Phước Mẫn                                             |                                                            | XPQĐND          |             | [ 13 ] |
| Theo phân đội 20                                |                                                            |                                                            | Nguyễn Thành Thái                                          | XPQĐND          |             | [ 14 ] |
| Trận địa mặt đường                              | Nguyễn Kha                                                 | Quốc Chung                                                 | Nguyễn Sớm                                                 | XPQĐND          | [ a ] [ b ] | [ 15 ] |
| Chiến thắng thiện ngôn                          |                                                            |                                                            | Từ Ngọc Đỉnh                                               | Sư đoàn 9       |             | [ 16 ] |
| Dội lửa vào cứ điểm Gò Công                     |                                                            |                                                            | Từ Ngọc Đỉnh                                               | Sư đoàn 9       |             | [ 17 ] |
| Chào mừng Quốc trưởng Norodom Sihanouk          |                                                            |                                                            |                                                            | XPTSTLTW        |             | [ 18 ] |
| Con đường hạnh phúc                             | Phạm Thành Liêu                                            |                                                            |                                                            | XPTSTLTW        | [ c ]       | [ 19 ] |
| Chị chủ nhiệm                                   |                                                            |                                                            |                                                            | XPTSTLTW        |             | [ 20 ] |
| Dòng điện không bao giờ tắt                     | Đào Lê Bình                                                | - Nguyễn Sĩ Chung - Đào Lê Bình                            |                                                            | XPTSTLTW        |             | [ 21 ] |
| Dòng gang tháng 5                               |                                                            |                                                            |                                                            | XPTSTLTW        |             | [ 22 ] |
| Giải phóng Mường Phìn                           | Nguyễn Văn Nẫm                                             |                                                            | Nguyễn Văn Nẫm                                             | XPTSTLTW        |             | [ 23 ] |
| Giữ đê phòng lụt                                |                                                            | Trần Hòe                                                   |                                                            | XPTSTLTW        |             | [ 24 ] |
| Khói xi măng                                    |                                                            |                                                            |                                                            | XPTSTLTW        |             | [ 25 ] |
| Kỷ niệm 100 năm ngày sinh Lenin                 | Ma Cường                                                   |                                                            | Ma Cường                                                   | XPTSTLTW        | [ d ]       | [ 26 ] |
| Kỹ thuật trồng đay                              |                                                            |                                                            |                                                            | XPTSTLTW        | [ A ]       | [ 27 ] |
| Lá thư Hòa Xá                                   | Đào Lê Bình                                                | Nguyễn Sĩ Chung                                            |                                                            | XPTSTLTW        |             | [ 27 ] |
| Lũy thép Vĩnh Linh                              | Nguyễn Ngọc Quỳnh                                          | Bành Châu                                                  | Ma Cường                                                   | XPTSTLTW        | [ a ] [ e ] | [ 28 ] |
| Mạ xuân                                         | Nguyễn Thiệu                                               |                                                            | Nguyễn Thiệu                                               | XPTSTLTW        |             | [ 29 ] |
| Mùa sen nhớ Bác                                 | Nguyễn Xã Hội                                              |                                                            |                                                            | XPTSTLTW        |             | [ 30 ] |
| Người con gái Mai Châu                          |                                                            |                                                            |                                                            | XPTSTLTW        |             | [ 31 ] |
| Nông trường Quyết Thắng                         |                                                            |                                                            |                                                            | XPTSTLTW        |             | [ 32 ] |
| Tằm lưỡng hệ                                    | - Nguyễn Bội - Nguyễn Đảnh                                 | Nguyễn Bội                                                 |                                                            | XPTSTLTW        | [ A ]       | [ 33 ] |
| Trạm thủy điện bản Hoàng                        | Tô Thư                                                     |                                                            | Tô Thư                                                     | XPTSTLTW        |             | [ 34 ] |
| Trồng tre bao đồi bao đất                       |                                                            |                                                            |                                                            | XPTSTLTW        |             |        |
| Vì độc lập tự do                                | Lê Huân, Thanh An, Phạm Thành Liêu, Khiếu Nga, Tuyết Phụng | Lê Huân, Thanh An, Phạm Thành Liêu, Khiếu Nga, Tuyết Phụng | Lê Huân, Thanh An, Phạm Thành Liêu, Khiếu Nga, Tuyết Phụng | XPTSTLTW        |             | [ 35 ] |
| Viện Bảo tàng Cách mạng Việt Nam                | Trần Quốc Ân                                               |                                                            | Trần Quốc Ân                                               | XPTSTLTW        |             | [ 36 ] |
| Bảo vệ sản xuất để chiến đấu – Bờ xe nước       |                                                            |                                                            |                                                            | XPGP            |             |        |
| Chở gạo ra tiền tuyến                           |                                                            |                                                            | Huỳnh Chí Thắng                                            | XPGP            |             | [ 37 ] |
| Một chặng đường Trường Sơn – Đường mang tên Bác |                                                            |                                                            |                                                            | XPGP            |             |        |
| Mít tinh kỷ niệm 20/7                           |                                                            |                                                            | Huỳnh Trảng                                                | XPGP            |             | [ 38 ] |
| Những người dân quê tôi                         | Trần Thủy                                                  | - Trần Thủy - Triều Phương                                 | Trần Thủy                                                  | XPGP            | [ d ] [ f ] | [ 39 ] |
| Trên chiến trường Nam Tây Nguyên                |                                                            |                                                            | Huỳnh Trảng                                                | XPGP            |             | [ 40 ] |
| Xiết chặt vòng vây diệt địch                    |                                                            |                                                            | Đoàn Quốc                                                  | XPGP            | [ g ]       | [ 41 ] |
| Hải Phòng không thể trở thành hòn đảo           | Nguyễn Hoài Giao                                           |                                                            | Nguyễn Hoài Giao                                           | ĐAGT            |             | [ 42 ] |
| Kôcava (Chiến thắng cao điểm 932 Kôcava)        | Phạm Tiến Đại                                              |                                                            | Nguyễn Hợi                                                 | XPQGP           | [ d ]       | [ 43 ] |
| Ngọn cờ Hiền Lương                              | Phùng Bá Gia                                               | - Lương Sĩ Cầm - Phùng Bá Gia                              | - Kim Giang, Nguyễn Sửu, - Ngọc Loan, Đặng Chiếm           | ĐABĐBP          |             | [ 44 ] |

## Năm 1971
| Phim                                             | Đạo diễn         | Biên kịch                | Quay phim                      | Sản xuất | Chú         | Ref    |
| ------------------------------------------------ | ---------------- | ------------------------ | ------------------------------ | -------- | ----------- | ------ |
| Ai là thợ giỏi                                   |                  |                          |                                | XPTSTLTW |             |        |
| Cao Bằng nuôi dê                                 | Tô Thư           |                          | Tô Thư                         | XPTSTLTW |             | [ 45 ] |
| Chiếc gậy Trường Sơn                             |                  | Nguyễn Sĩ Chung          |                                | XPTSTLTW |             | [ 20 ] |
| Chúng tôi vào đại học chống Mỹ                   | Trần Bảo         | Trần Bảo                 |                                | XPTSTLTW |             | [ 46 ] |
| Cuộc sóng dưới chân núi Tông xơ                  |                  |                          | Tô Thư                         | XPTSTLTW |             | [ 47 ] |
| Đáp lời kêu gọi của Đảng và Chính phủ            |                  |                          |                                | XPTSTLTW |             |        |
| Đất bạc đổi màu                                  |                  |                          |                                | XPTSTLTW |             |        |
| Được mùa                                         |                  |                          |                                | XPTSTLTW |             | [ 48 ] |
| Gieo mạ trên sân                                 |                  | Trần Hòe                 |                                | XPTSTLTW |             | [ 49 ] |
| Hùng Vương dựng nước                             |                  |                          |                                | XPTSTLTW |             | [ 50 ] |
| Kỹ thuật Mỹ và tội ác diệt chủng                 | Hồ Quốc Vy       | Hồ Quốc Vy               |                                | XPTSTLTW | [ A ] [ a ] | [ 27 ] |
| Lên thăm Cao Bằng                                |                  |                          |                                | XPTSTLTW |             | [ 27 ] |
| Lợn lai kinh tế                                  |                  | Nguyễn Bội               |                                | XPTSTLTW |             | [ 51 ] |
| Lúa Vũ Thắng                                     | Nguyễn Thái Dũng |                          | Nguyễn Thái Dũng               | XPTSTLTW |             | [ 52 ] |
| Máy cày tay                                      |                  | Nguyễn Quốc Ánh          |                                | XPTSTLTW |             | [ 53 ] |
| Máy thái rau                                     | Trần Quốc Ân     |                          | Trần Quốc Ân                   | XPTSTLTW |             | [ 53 ] |
| Mời các bạn tập thể dục                          |                  |                          |                                | XPTSTLTW |             |        |
| Người thầy giáo thương binh                      | Nhất Hiên        | Lê Quốc                  |                                | XPTSTLTW | [ d ]       | [ 54 ] |
| Nhiệt liệt chào đón đoàn đại biểu nhân dân Lào   |                  |                          |                                | XPTSTLTW |             |        |
| Những ngày cuối năm của mỏ                       | Nguyễn Đức Hinh  |                          |                                | XPTSTLTW |             | [ 55 ] |
| Quê mới vươn mình                                |                  |                          |                                | XPTSTLTW |             | [ 56 ] |
| Quê ta đánh giặc                                 |                  |                          | Thiện Thuyết                   | XPTSTLTW |             | [ 57 ] |
| Tiết mục leo dốc                                 |                  |                          |                                | XPTSTLTW |             |        |
| Thao tác gặt                                     |                  |                          |                                | XPTSTLTW | [ A ]       | [ 58 ] |
| Tôm nước lợ                                      |                  | Nguyễn Quốc Ánh          |                                | XPTSTLTW |             | [ 59 ] |
| Trở về buôn rẫy                                  | Trần Thế Dân     | Trần Thế Dân             | - Trần Thế Dân - Kơ-par Y-vang | XPTSTLTW | [ d ]       | [ 60 ] |
| Việt Nam 25 năm chiến thắng                      |                  |                          |                                | XPTSTLTW |             | [ 61 ] |
| X–quang                                          | Trần Quốc Ân     |                          | Trần Quốc Ân                   | XPTSTLTW |             | [ 62 ] |
| Anh bộ đội xe tăng                               | Phạm Hạnh        |                          |                                | XPQĐND   |             | [ 63 ] |
| Bộ đội múa hát                                   |                  |                          | Phạm Tiến Đại                  | XPQĐND   |             | [ 64 ] |
| Đường 9 – Nam Lào                                |                  |                          | Nguyễn Hợi                     | XPQĐND   |             | [ 65 ] |
| Hình ảnh quân đội số 8 – 1971                    | Thời sự quân đội |                          |                                | XPQĐND   | [ a ]       | [ 41 ] |
| Những người anh hùng trên chiến trường Trị Thiên | Phan Phước Mẫn   | Phan Phước Mẫn           | Phan Phước Mẫn                 | XPQĐND   |             | [ 66 ] |
| Sông Gianh – sẵn sàng                            | Phan Phước Mẫn   | Phan Phước Mẫn           | Phan Phước Mẫn                 | XPQĐND   |             | [ 67 ] |
| Trị Thiên tấn công và nổi dậy                    | Trần Việt        |                          |                                | XPQĐND   |             | [ 68 ] |
| Việt Bắc, trận tuyến phía sau                    | Lê Lâm           | Lê Lâm                   |                                | XPQĐND   |             | [ 69 ] |
| Chiến thắng đường 9 Nam Lào                      |                  |                          |                                | XPQGP    |             | [ 70 ] |
| Ghi chép trên đồng bằng Quảng Ngãi               | Nguyễn Gia Định  | Nguyễn Gia Định          | Trịnh Rãng                     | XPQGP    | [ a ]       | [ 71 ] |
| San bằng cao điểm 935                            |                  |                          |                                | XPQGP    | [ d ]       | [ 72 ] |
| Bắt – khám xét                                   | Nguyễn Anh Sinh  |                          |                                | ĐACAND   |             | [ 73 ] |
| Đường Trường Sơn                                 | Nguyễn Hoài Giao |                          | Lê Ngọc Thúy, Lê Thi           | ĐAGT     |             | [ 74 ] |
| Đội du kích Thạch Phú                            |                  |                          | Trần Thanh Hùng                | ĐATNB    |             | [ 75 ] |
| Làng nhỏ bên sông Trà                            | Nghiêm Phú Mỹ    | Trần Đống, Nghiêm Phú Mỹ | Trần Đống, Nghiêm Phú Mỹ       | XPGP     | [ a ] [ h ] | [ 76 ] |
| Những người săn thú trên núi Đắk Sao             | Trần Thế Dân     |                          | - Trần Thế Dân - Kơ-par Y-vang | XPGP     | [ a ] [ e ] | [ 76 ] |

## Năm 1972
| Phim                                                 | Đạo diễn                       | Biên kịch            | Quay phim                                                     | Sản xuất | Chú         | Ref             |
| ---------------------------------------------------- | ------------------------------ | -------------------- | ------------------------------------------------------------- | -------- | ----------- | --------------- |
| 60 ngày chống lũ                                     |                                |                      |                                                               | XPTSTLTW |             | [ 77 ]          |
| Bệnh bướu cổ                                         | Nguyễn Thiệu                   | Nguyễn Quốc Ánh      | Nguyễn Thiệu                                                  | XPTSTLTW | [ A ]       | [ 78 ]          |
| Cầu rau lấp                                          |                                |                      |                                                               | XPTSTLTW |             | [ 79 ]          |
| Chiến công mới của Hà Nội                            | Ma Cường                       |                      |                                                               | XPTSTLTW |             | [ 80 ]          |
| Chuồng trại lợn                                      |                                | Trần Hòe             |                                                               | XPTSTLTW |             | [ 46 ]          |
| Hà Nội 12 ngày đêm                                   |                                |                      | Tô Thư, Đinh Duy Mùi                                          | XPTSTLTW |             | [ 81 ]          |
| Hải Phòng 16 tháng 4                                 |                                |                      |                                                               | XPTSTLTW |             | [ 42 ]          |
| Mảnh đất hậu phương                                  | Võ Kim Môn                     |                      | Võ Kim Môn, Đinh Duy Mùi                                      | XPTSTLTW |             | [ 82 ]          |
| Màu xanh                                             |                                |                      |                                                               | XPTSTLTW |             |                 |
| Niềm vui của O Thử                                   |                                |                      | Nguyễn Văn Nẫm                                                | XPTSTLTW |             | [ 83 ]          |
| Ngày hòa bình đầu tiên ở Quảng Trị                   | Hải Ninh                       |                      |                                                               | XPTSTLTW |             | [ 84 ]          |
| Người Vân Kiều                                       | Phan Hà Thành                  | Phạm Thành Liêu      | Kiều Minh, Phan Hà Thành                                      | XPTSTLTW | [ i ]       | [ 85 ]          |
| Quảng Trị những ngày đầu giải phóng                  |                                |                      | Phạm Trọng Quỳ                                                | XPTSTLTW |             | [ 86 ]          |
| Tình đoàn kết hữu nghị Việt – Tiệp                   |                                |                      |                                                               | XPTSTLTW |             |                 |
| Thắm tình hữu nghị Việt Trung                        |                                |                      |                                                               | XPTSTLTW | [ B ]       | [ 58 ]          |
| Theo một đơn vị quân giải phóng Lào                  | Tô Thư                         |                      | Tô Thư                                                        | XPTSTLTW |             | [ 14 ]          |
| Thị Mầu lên chùa                                     |                                |                      |                                                               | XPTSTLTW |             | [ 60 ]          |
| Thủ phạm là Nixon (The culprit is Nixon)             | Ngọc Quỳnh, Trần Bảo           | Ngọc Quỳnh, Trần Bảo |                                                               | XPTSTLTW |             | [ 87 ] [ 88 ]   |
| Tội ác đế quốc Mỹ tại Hà Nội năm 1972                |                                | Trịnh Văn Thanh      |                                                               | XPTSTLTW |             | [ 89 ]          |
| Tội ác hủy diệt của Nixon                            |                                | Trịnh Văn Thanh      |                                                               | XPTSTLTW |             | [ 90 ]          |
| Trồng cỏ Păng Gô La                                  |                                |                      |                                                               | XPTSTLTW |             |                 |
| Trở lại Vĩnh Linh                                    |                                |                      |                                                               | XPTSTLTW |             | [ 91 ]          |
| Xuân đoàn kết thắng lợi đón người bạn lớn Campuchia  |                                |                      |                                                               | XPTSTLTW |             | [ 92 ]          |
| Vì đời sống nhân dân                                 |                                |                      |                                                               | XPTSTLTW |             |                 |
| Việt Bắc với Bác Hồ                                  |                                |                      |                                                               | XPTSTLTW |             | [ 69 ]          |
| Xiếc Lào                                             | Nguyễn Khắc Lợi                |                      |                                                               | XPTSTLTW |             | [ 93 ]          |
| Cầu tre sống                                         | Nguyễn Hoài Giao               |                      |                                                               | ĐAGT     |             | [ 94 ]          |
| Chiến thắng đường 9 Nam Lào                          | - Nguyễn Văn Thông - Phạm Lệnh | Nguyễn Văn Thông     | - Bùi Xuân Thiện, - Phạm Ngọc Đính, - Phan Sĩ Lan, Trịnh Rãng | XPQĐND   | [ a ] [ j ] | [ 95 ]          |
| Chiến thắng lịch sử xuân 1972                        |                                |                      | Cao Thuận                                                     | XPQĐND   |             | [ 6 ]           |
| Chiến thắng xuân 72 lịch sử                          |                                |                      | Trần Duy Hinh, Phan Sĩ Lan                                    | XPQĐND   |             | [ 8 ]           |
| Chiến thắng Quảng Trị                                |                                |                      | Thành Thái                                                    | XPQĐND   |             | [ 16 ]          |
| Đại hội anh hùng và chiến sĩ thi đua Trị Thiên – Huế |                                |                      | Lê Đức Tiến                                                   | XPQĐND   |             | [ 96 ]          |
| Đánh xe tăng và xe bọc thép bằng vũ khí bộ binh      |                                |                      | Thanh Hà (Nguyễn Nhàn)                                        | XPQĐND   |             | [ 97 ]          |
| Hà Nội tháng chạp năm ấy                             | Đỗ Dương                       | Lê Văn Vọng          | Xuân Thiện                                                    | XPQĐND   |             | [ 98 ]          |
| Những cô gái C3 vận tải                              |                                |                      | Nguyễn Thành Thái                                             | XPQĐND   |             | [ 99 ]          |
| Ở một trạm quân y tiền phương                        |                                |                      | Nguyễn Xuân Bình                                              | XPQĐND   |             | [ 100 ]         |
| Quảng Trị xuân 72 lịch sử                            |                                |                      | Trịnh Rãng                                                    | XPQĐND   |             | [ 86 ]          |
| Trung úy Noritsai                                    |                                |                      | Phạm Tiến Đại                                                 | XPQĐND   |             | [ 101 ]         |
| Chúng tôi đã trở về với cách mạng                    |                                |                      | Phạm Tiến Đạt                                                 | XPQGP    |             | [ 102 ]         |
| Củ Chi                                               | Nguyễn Quế                     |                      | Nguyễn Quế                                                    | XPQGP    |             | [ 103 ]         |
| Những cô gái C3 quân giải phóng                      | Phùng Đệ                       | Hoàng Văn Bổn        | Phùng Đệ                                                      | XPQGP    | [ a ]       | [ 104 ]         |
| Quân dân Trị Thiên tấn công và nổi dậy               |                                |                      | Đặng Xuân Hải                                                 | XPQGP    | [ d ]       | [ 72 ]          |
| Giải phóng Lộc Ninh                                  |                                |                      | Nguyễn Xuân Tình                                              | XPGP     |             | [ 105 ]         |
| Mùa hè đáng nhớ                                      | Hồng Sến                       | Lâm Trân             | Bằng Phong                                                    | XPGP     |             | [ 106 ]         |
| Người Pa–kô                                          | - Vi Ngọc Huy - Nguyễn Văn Tảo | Vi Ngọc Huy          |                                                               | XPGP     | [ d ]       | [ 107 ]         |
| Quảng Trị ngày đầu giải phóng                        |                                |                      | Nguyễn Văn Nẫm                                                | XPGP     | [ d ]       | [ 83 ]          |
| Theo bước chân người giao liên                       | An Như Sơn                     | Nguyễn Trí Việt      | An Như Sơn                                                    | XPGP     |             | [ 108 ]         |
| Tiếng hát dọc đường                                  |                                | Lê Văn Duy           | Đặng Thế Chiến                                                | XPGP     |             | [ 109 ]         |
| Tuổi trẻ Sài Gòn                                     |                                | Lê Văn Duy           |                                                               | XPGP     |             | [ 110 ]         |
| Trên một cung đường mang tên Bác                     | U-Đa                           |                      | Trần Anh Trà                                                  | XPGP     |             | [ 111 ] [ 112 ] |
| Vĩnh Thuận Đông chiều 22/5/1972                      |                                |                      |                                                               | XPGP     |             |                 |
| Hà Nội – Điện Biên Phủ                               | Phạm Khắc                      |                      | Phạm Việt Tùng                                                | VTV      |             | [ 113 ]         |
| Hà Nội 5 ngày đọ sức                                 |                                |                      | Phạm Việt Tùng                                                | VTV      | [ k ]       | [ 81 ]          |
| Một trận đánh tàu                                    |                                |                      |                                                               | XPGPTNB  |             | [ 114 ]         |
| Người đôi bờ                                         |                                | Vũ Ngọc Khôi         | Vũ Ngọc Khôi                                                  | ĐABĐBP   |             | [ 115 ]         |
| Quê hương tôi giải phóng                             |                                |                      | Đỗ Mạnh Đức                                                   | ĐABĐBP   |             | [ 56 ]          |
| Theo bước chân chiến sĩ an ninh Quảng Trị            | Vũ Ngọc Khôi                   | Phan Trọng Bằng      | Phùng Bá Gia, Bùi Văn Quỳ                                     | ĐABĐBP   |             | [ 116 ]         |
| Tuổi ba mươi                                         | Nguyễn Anh Sinh                | Nguyễn Anh Sinh      |                                                               | ĐACAND   |             | [ 117 ]         |

## Năm 1973
| Phim                                                      | Đạo diễn                     | Biên kịch                   | Quay phim             | Sản xuất | Chú         | Ref     |
| --------------------------------------------------------- | ---------------------------- | --------------------------- | --------------------- | -------- | ----------- | ------- |
| 1/5/1973 ngày vui lịch sử                                 |                              |                             |                       | XPTSTLTW |             |         |
| Bác Hồ của chúng em                                       | Ma Cường                     |                             | Ma Cường              | XPTSTLTW |             | [ 118 ] |
| Biểu hiện của lòng nhân đạo                               |                              |                             |                       | XPTSTLTW |             |         |
| Cầu qua sông Mã                                           |                              |                             |                       | XPTSTLTW |             | [ 94 ]  |
| Chúng tôi trở thành bộ đội                                |                              | Trần Bảo                    |                       | XPTSTLTW |             | [ 102 ] |
| Đất và nước                                               | Nguyễn Ngọc Quỳnh            | Đặng Đình Liệu              | Nguyễn Ngọc Quỳnh     | XPTSTLTW | [ d ]       | [ 119 ] |
| Đoàn kinh tế của chính phủ ta thăm vùng giải phóng Lào    |                              |                             |                       | XPTSTLTW |             |         |
| Đoàn Kissinger thăm Việt Nam                              |                              |                             |                       | XPTSTLTW |             |         |
| Đồng chí Lê Duẩn thăm các nước xã hội chủ nghĩa           |                              |                             | Võ Huế                | XPTSTLTW |             | [ 120 ] |
| Đường ra trận                                             |                              |                             | Văn Yên               | XPTSTLTW |             | [ 121 ] |
| Gang thép rực lửa                                         | Nguyễn Ngọc Quỳnh            |                             |                       | XPTSTLTW | [ d ]       | [ 122 ] |
| Hiệp định Pari lịch sử                                    |                              |                             |                       | XPTSTLTW |             | [ 123 ] |
| Mầm non nghệ thuật                                        | Ma Cường                     | Bùi Thị Hiền                | Ma Cường              | XPTSTLTW |             | [ 124 ] |
| Mở đường Trường Sơn                                       | Tô Cương                     |                             | Tô Cương              | XPTSTLTW | [ k ] [ l ] | [ 125 ] |
| Ngày hội lớn vùng giải phóng                              |                              |                             | Văn Yên               | XPTSTLTW |             | [ 126 ] |
| Những chặng đường cách mạng vẻ vang                       | Lý Thái Bảo                  | Lý Mạnh Cương               |                       | XPTSTLTW |             | [ 127 ] |
| Những cô gái An Hồng                                      | Phạm Thành Liêu              |                             |                       | XPTSTLTW |             | [ 99 ]  |
| Những ngày đêm không thể nào quên                         | Nguyễn Bá Kỳ                 | Hoàng Thành                 |                       | XPTSTLTW |             | [ 128 ] |
| Những người chiến thắng trở về                            |                              |                             | Văn Yên               | XPTSTLTW |             | [ 129 ] |
| Phi đen trên đất miền Nam                                 |                              |                             |                       | XPTSTLTW |             |         |
| Phố Khâm Thiên                                            |                              |                             | Tô Thư                | XPTSTLTW |             | [ 130 ] |
| Qua một chặng đường                                       | Trần Đống                    | Lâm Quang Ngọc              | Trần Đống             | XPTSTLTW |             | [ 131 ] |
| Quốc trưởng Norodom Sihanouk mừng xuân Việt Nam đại thắng |                              |                             |                       | XPTSTLTW |             |         |
| Tân Phong cất cánh                                        | Nguyễn Đức Hinh              |                             |                       | XPTSTLTW |             | [ 132 ] |
| Thạch Hãn                                                 | Lê Ngọc Thúy                 |                             |                       | XPTSTLTW |             | [ 133 ] |
| Tội ác tột cùng, trừng trị đích đáng                      | Ma Cường                     | - Ma Cường - Phan Trọng Quỳ | Ma Cường, Thu Vân     | XPTSTLTW | [ k ]       | [ 134 ] |
| Thép của than                                             |                              | Nguyễn Huy Phúc             |                       | XPTSTLTW |             | [ 135 ] |
| Vĩnh biệt khách không mời                                 | Nguyễn Ngọc Quỳnh            | Bành Châu                   |                       | XPTSTLTW |             | [ 136 ] |
| Viva Cuba                                                 | Ma Cường                     |                             | Ma Cường              | XPTSTLTW |             | [ 61 ]  |
| Yên Tử không sao                                          |                              |                             |                       | XPTSTLTW |             | [ 137 ] |
| Bên dòng sông Thu Bồn                                     |                              |                             | Trần Duy Hinh         | XPQĐND   |             | [ 138 ] |
| Chiến thắng Lộc Ninh                                      |                              |                             | Hồ Thanh Xuân         | XPQĐND   |             | [ 6 ]   |
| Đánh máy bay lên thẳng (trực thăng) bằng súng bộ binh     | Lê Mậu Bân                   | Cục Quân huấn               |                       | XPQĐND   | [ k ]       | [ 139 ] |
| Hà Nội – bản anh hùng ca                                  | Phan Quang Định              | Phan Quang Định             | Ngô Đặng Tuất, Lê Thi | XPQĐND   | [ m ] [ n ] | [ 140 ] |
| Những người giữ biển                                      |                              |                             | Trần Duy Hinh         | XPQĐND   |             | [ 141 ] |
| Noel ở khách sạn Hilton                                   | Phạm Tiến Đại                |                             | Phạm Tiến Đại         | XPQĐND   |             | [ 142 ] |
| Xiêng Khoảng chiến thắng                                  |                              |                             | Lê Đức Tiến           | XPQĐND   |             | [ 143 ] |
| Bồng bềnh sông nước                                       |                              |                             | An Xuyên              | XPGP     |             | [ 144 ] |
| Cây đèn                                                   |                              |                             |                       | XPGP     |             |         |
| Đất ven biển                                              |                              |                             | Trần Thanh Hùng       | XPGP     |             | [ 145 ] |
| Định cư và khai hoang                                     |                              | Hà Hữu Nghiêm               |                       | XPGP     |             | [ 146 ] |
| Đoàn múa hát giải phóng thăm Campuchia                    |                              |                             | Nguyễn Hiền           | XPGP     |             | [ 147 ] |
| Đường về                                                  |                              |                             |                       | XPGP     |             | [ 148 ] |
| Khi Quảng Trị còn ở bên trong hàng rào dây thép gai       |                              |                             |                       | XPGP     |             | [ 149 ] |
| Một vùng đất Củ Chi                                       |                              |                             | Đặng Thế Chiến        | XPGP     |             | [ 150 ] |
| Những ngày tháng 3                                        |                              |                             |                       | XPGP     |             | [ 151 ] |
| Những người con trở về                                    |                              |                             |                       | XPGP     |             | [ 152 ] |
| Quảng Trị một ngày xuân                                   |                              |                             |                       | XPGP     |             |         |
| Thêm một cung đường                                       |                              |                             |                       | XPGP     |             | [ 58 ]  |
| Tiếng trống trường                                        | - Thanh Huyền - Lâm Mộc Khôn | Bành Châu                   | Phạm Việt Tùng        | XPGP     | [ o ] [ p ] | [ 153 ] |
| Vụ thu hoạch đầu tiên                                     |                              |                             |                       | XPGP     |             |         |
| Vùng đất Củ Chi                                           |                              |                             |                       | XPGP     |             |         |
| Đại hội Thanh niên Công an vũ trang                       |                              |                             | Đỗ Minh Đức           | ĐABĐBP   |             | [ 154 ] |
| Giải phóng quê hương                                      |                              | Vũ Ngọc Khôi                | Vũ Ngọc Khôi          | ĐABĐBP   |             | [ 155 ] |
| Luống rau xanh Trường Sơn                                 |                              |                             | Bùi Văn Quỳ           | ĐABĐBP   |             | [ 52 ]  |
| Ngày hội chiến thắng                                      | Trần Công Luận               | Phạm Trọng Bằng             | Trần Công Luận        | ĐABĐBP   |             | [ 156 ] |
| Đoàn xe thồ đơn vị 75 anh hùng                            |                              |                             | Từ Ngọc Đỉnh          | TWCMN    |             | [ 157 ] |
| Nguyễn Thái Bình                                          |                              | - Dương Linh - Phạm Kỳ Nam  | Khương Mễ             | XPTVN    |             | [ 158 ] |
| Người phụ nữ miền Nam                                     | Nguyễn Hoài Giao             |                             | Nguyễn Hoài Giao      | VTV      |             | [ 159 ] |
| Vùng quê yên tĩnh                                         | Nguyễn Anh Sinh              | Nguyễn Anh Sinh             |                       | ĐACAND   |             | [ 160 ] |

## Năm 1974
| Phim                                                                      | Đạo diễn         | Biên kịch        | Quay phim         | Sản xuất | Chú   | Ref             |
| ------------------------------------------------------------------------- | ---------------- | ---------------- | ----------------- | -------- | ----- | --------------- |
| Bé học bé chơi                                                            |                  |                  |                   | XPTSTLTW |       | [ 161 ]         |
| Bước đi mới của Yên Thành                                                 |                  |                  |                   | XPTSTLTW |       | [ 162 ]         |
| Cây dứa trên đất dốc                                                      |                  |                  |                   | XPTSTLTW |       | [ 163 ]         |
| Cây đay                                                                   |                  | Nguyễn Quốc Ánh  |                   | XPTSTLTW |       | [ 164 ]         |
| Chuyện kể Yuk Xarit                                                       |                  |                  | Phạm Khắc, Lê Trí | XPTSTLTW |       | [ 165 ]         |
| Cuộc gặp gỡ của những người thắng Mỹ Trị Thiên – Huế                      |                  |                  |                   | XPTSTLTW |       | [ 22 ]          |
| Đi giữa mùa xuân                                                          | Nguyễn Xuân Chân | Bùi Hạnh Cẩn     | Phạm Thiện Thuyết | XPTSTLTW |       | [ 125 ] [ 166 ] |
| Hữu nghị và hợp tác Việt Nam – Bungari                                    |                  |                  |                   | XPTSTLTW |       | [ 167 ]         |
| Kỹ thuật nuôi bê giống sữa                                                |                  |                  |                   | XPTSTLTW |       | [ 27 ]          |
| Ngôi sao cánh diều                                                        |                  |                  |                   | XPTSTLTW |       | [ 168 ]         |
| Người thợ xây                                                             | Vũ Kim Môn       |                  | Vũ Kim Môn        | XPTSTLTW |       | [ 169 ]         |
| Những bài ca từ chiến hào                                                 | Thanh An         | Thanh An         |                   | XPTSTLTW | [ o ] | [ 170 ]         |
| Những chuyến hàng thắng Mỹ                                                | Nguyễn Xuân Lịch | Nguyễn Xuân Lịch |                   | XPTSTLTW |       | [ 171 ]         |
| Những người con dũng cảm đảm đang                                         |                  |                  |                   | XPTSTLTW |       | [ 129 ]         |
| Niềm vui người thợ xây dựng                                               |                  | Mai Lê Yên       |                   | XPTSTLTW |       | [ 172 ]         |
| Qua một chặng đường                                                       |                  |                  | Nguyễn Xuân Lịch  | XPTSTLTW |       | [ 173 ]         |
| Tấm lòng hậu phương                                                       | Vũ Phạm Từ       |                  | Phạm Ngọc Lan     | XPTSTLTW |       | [ 174 ]         |
| Tuổi trẻ 3 sẵn sàng                                                       |                  |                  |                   | XPTSTLTW |       | [ 110 ]         |
| Từ 24 vạn tấn than                                                        |                  |                  |                   | XPTSTLTW |       | [ 175 ]         |
| Thân thiết đón chào những người con anh hùng bất khuất trung hậu đảm đang |                  |                  |                   | XPTSTLTW |       |                 |
| Trường Sơn đường ta đi tới                                                |                  |                  |                   | XPTSTLTW |       | [ 176 ]         |
| Chiến thắng cứ điểm Samat                                                 |                  |                  | Từ Ngọc Đỉnh      | TWCMN    |       | [ 5 ]           |
| Tiêu diệt địch ở Đam Be                                                   |                  |                  | Huỳnh Trảng       | TWCMN    | [ C ] | [ 177 ]         |
| Chống lấn chiếm Bình Định                                                 |                  |                  | Vũ Xuân Hưng      | Khu 5    |       | [ 178 ]         |
| Hòn đảo ngọc                                                              |                  |                  | Phạm Khắc, Lê Trí | HTV      |       | [ 179 ]         |
| Khi tiếng súng đã tắt                                                     | Nguyễn Hoài Giao |                  | Nguyễn Hoài Giao  | VTV      |       | [ 149 ]         |
| Lá cờ thần kỳ                                                             | Nguyễn Văn Thông | Nguyễn Văn Thông |                   | XPQĐND   |       | [ 27 ]          |
| Phòng ngự trận địa                                                        | Phạm Hạnh        |                  |                   | XPQĐND   |       | [ 180 ]         |
| Tiếng hát những người chiến thắng                                         | Phạm Quốc Vinh   | Phạm Quốc Vinh   |                   | XPQĐND   |       | [ 181 ]         |
| Trận tuyến mới                                                            |                  |                  |                   | XPQĐND   |       | [ 182 ]         |
| Trên những chặng đường phía sau                                           | Phan Phước Mẫn   | Phan Phước Mẫn   |                   | XPQĐND   |       | [ 183 ]         |
| Những ngày ở Bảy núi                                                      |                  | Lê Văn Duy       |                   | XPGP     |       | [ 151 ]         |
| Trạm 9 cô                                                                 | Đoàn Huy Giao    |                  |                   | XPQGP    |       | [ 184 ]         |
| Vũ khí tự tạo góp phần thắng Mỹ                                           |                  |                  |                   | XPQGP    |       | [ 185 ]         |
| Trên đỉnh núi Pù Nhi                                                      |                  | Phạm Trọng Bằng  | Đào Liễu          | ĐABĐBP   |       | [ 186 ]         |

## Năm 1975
| Phim | Đạo diễn                            | Biên kịch                           | Quay phim                             | Sản xuất | Chú         | Ref     |
| --- | ----------------------------------- | ----------------------------------- | ------------------------------------- | -------- | ----------- | ------- |
| 2/9/1975 ngày hội lớn của dân tộc                                                                          |                                     |                                     |                                       | XPTSTLTW |             | [ 187 ] |
| Buôn Mê Thuột ngày đầu giải phóng                                                                          | Nguyễn Thiệu                        |                                     | Nguyễn Thiệu                          | XPTSTLTW |             | [ 188 ] |
| Bước đường thắng lợi                                                                                       | Ngọc Quỳnh                          | Bành Châu                           | Đức Kim, Hàng Thành                   | XPTSTLTW |             | [ 189 ] |
| Chế biến sắn                                                                                               | Phạm Tiến Đại                       | Nguyễn Bội                          | Phạm Tiến Đại                         | XPTSTLTW |             | [ 190 ] |
| Chúng cháu chung một niềm vui                                                                              |                                     |                                     |                                       | XPTSTLTW |             | [ 191 ] |
| Đám tang đồng chí Trương Chí Cương                                                                         |                                     |                                     |                                       | XPTSTLTW |             | [ 191 ] |
| Đà Nẵng giải phóng                                                                                         | Lý Thái Bảo                         | Lý Thái Bảo                         | Thu Văn, Phạm Đình Thự                | XPTSTLTW |             | [ 191 ] |
| Đất nước đẹp giầu đâu cũng quê hương                                                                       |                                     |                                     |                                       | XPTSTLTW |             | [ 191 ] |
| Đoàn đại biểu Đảng và chính phủ ta thăm vùng giải phóng Lào                                                |                                     |                                     |                                       | XPTSTLTW |             | [ 191 ] |
| Đoàn đại biểu Chính phủ và Mặt trận tổ quốc đi dự lễ kỷ niệm 30 năm ngày tuyên bố độc lập của nhân dân Lào |                                     |                                     |                                       | XPTSTLTW |             | [ 191 ] |
| Giữ sức khỏe để sản xuất                                                                                   |                                     |                                     |                                       | XPTSTLTW | [ A ]       | [ 192 ] |
| Hà Nội mừng Sài Gòn giải phóng                                                                             | Văn Yên, Đức Hóa, Đức Kim, Phạm Thự | Văn Yên, Đức Hóa, Đức Kim, Phạm Thự | Văn Yên, Đức Hóa, Đức Kim, Phạm Thự   | XPTSTLTW |             | [ 191 ] |
| Kỹ thuật đánh bóng bàn                                                                                     |                                     |                                     |                                       | XPTSTLTW | [ A ]       | [ 187 ] |
| Ký sự Bến Tre                                                                                              |                                     |                                     |                                       | XPTSTLTW |             | [ 193 ] |
| Làng ven biển                                                                                              |                                     |                                     |                                       | XPTSTLTW |             | [ 187 ] |
| Mùa xuân hữu nghị Việt Nam – Campuchia                                                                     |                                     |                                     |                                       | XPTSTLTW |             | [ 187 ] |
| Niềm vui trọn vẹn                                                                                          |                                     |                                     |                                       | XPTSTLTW |             | [ 187 ] |
| Phóng sự Minh Sinh                                                                                         |                                     |                                     |                                       | XPTSTLTW |             | [ 187 ] |
| Nước nguồn Pắc Bó                                                                                          | Thái Dũng                           | Lê Quốc                             | Thái Dũng, Huy Căn                    | XPTSTLTW |             |         |
| Ngày độc lập 2/9/1945                                                                                      | Phạm Kỳ Nam                         |                                     |                                       | XPTSTLTW |             | [ 194 ] |
| Nghệ thuật tạo hình Việt Nam qua các thời đại (tập I)                                                      |                                     |                                     |                                       | XPTSTLTW |             |         |
| Nguyễn Ái Quốc – Hồ Chí Minh                                                                               | Phạm Kỳ Nam                         | Hồng Hà                             | Nguyễn Như Ái                         | XPTSTLTW |             | [ 195 ] |
| Nha Trang tháng 4/1975                                                                                     |                                     |                                     |                                       | XPTSTLTW |             | [ 196 ] |
| Những hiện tượng vật lý quán tính và đời sống                                                              |                                     |                                     |                                       | XPTSTLTW | [ A ]       |         |
| Những hình ảnh đầu tiên về Côn Đảo                                                                         |                                     |                                     |                                       | XPTSTLTW |             | [ 193 ] |
| Quy Nhơn giải phóng                                                                                        |                                     |                                     |                                       | XPTSTLTW |             | [ 193 ] |
| Sài Gòn mùa thu 1975                                                                                       |                                     |                                     |                                       | XPTSTLTW |             | [ 187 ] |
| Sài Gòn vui chiến thắng                                                                                    |                                     |                                     |                                       | XPTSTLTW |             | [ 187 ] |
| Thép |                                     |                                     |                                       | XPTSTLTW |             |         |
| Trên đường qua Huế giải phóng                                                                              |                                     |                                     | Lô Cường                              | XPTSTLTW |             | [ 197 ] |
| Viên Chăn                                                                                                  |                                     |                                     |                                       | XPTSTLTW |             |         |
| Bông sen Đồng Tháp                                                                                         | Hồng Sến                            | Lâm Trân                            | Bằng Phong                            | XPGP     |             | [ 144 ] |
| Đà Nẵng những ngày đầu giải phóng                                                                          |                                     |                                     |                                       | XPGP     |             | [ 191 ] |
| Tháng năm Côn Đảo                                                                                          |                                     |                                     |                                       | XPGP     |             |         |
| Tháng Năm – Những gương mặt                                                                                | Đặng Nhật Minh                      | Đặng Nhật Minh                      | Dương Đình Bá, Thẩm Võ Hoàng          | XPGP     | [ q ]       | [ 198 ] |
| Thị xã Kon Tum sau ngày giải phóng                                                                         |                                     |                                     |                                       | XPGP     |             |         |
| Trên tuyến lộ Lái Thiêu                                                                                    |                                     |                                     |                                       | XPGP     |             |         |
| Uỷ ban quân quản ra mắt nhân dân Sài Gòn – Gia Định                                                        |                                     |                                     |                                       | XPGP     |             |         |
| Vài hình ảnh về giải phóng Sài Gòn 5/1975                                                                  |                                     |                                     |                                       | XPGP     |             |         |
| Anh bộ đội Cụ Hồ của triển lãm tranh tượng                                                                 |                                     | Phan Phước Mẫn                      |                                       | XPQĐND   |             | [ 199 ] |
| Năm 1972 lịch sử                                                                                           | Lê Lâm                              | Lê Lâm                              | Lê Văn Bằng, Viết Thiếp, Như Dũng,... | XPQĐND   |             | [ 200 ] |
| Chiến thắng lịch sử xuân 1975                                                                              | Trần Việt                           |                                     | Tập thể Xưởng phim Quân đội           | XPQĐND   | [ r ]       | [ 201 ] |
| Bèo hoa dâu                                                                                                | Trần Quốc Ân                        |                                     | Tràn Quốc Ân                          | HTV      |             | [ 161 ] |
| Gặp đảo tự do                                                                                              |                                     |                                     |                                       | XPTVN    |             |         |
| Qua cầu Công Lý                                                                                            | Trần Vũ                             | Bành Bảo                            |                                       | XPTVN    |             | [ 202 ] |
| Sài Gòn tháng 5/1975                                                                                       | Bùi Đình Hạc                        | Bùi Đình Hạc                        |                                       | XPTVN    |             | [ 203 ] |
| Thành phố lúc rạng đông                                                                                    | Hải Ninh                            | Hoàng Tích Chỉ                      | Nguyễn Khánh Dư                       | XPTVN    | [ r ] [ s ] | [ 204 ] |
| Huế những ngày đầu ổn định cuộc sống                                                                       | Doãn Quế                            | Doãn Quế                            | Châu Huế                              | ĐACAND   |             | [ 205 ] |

## Năm 1976
| Phim                                               | Đạo diễn          | Biên kịch                         | Quay phim                         | Sản xuất | Chú         | Ref     |
| -------------------------------------------------- | ----------------- | --------------------------------- | --------------------------------- | -------- | ----------- | ------- |
| Cơ giới hoá khai hoang                             |                   |                                   |                                   | XPTSTLTW | [ A ]       | [ 206 ] |
| Chạy vì sức khoẻ                                   |                   |                                   |                                   | XPTSTLTW | [ A ]       | [ 207 ] |
| Đại hội Đảng lần thứ IV                            |                   |                                   |                                   | XPTSTLTW |             |         |
| Đi tìm mỏ làm giầu cho Tổ quốc                     |                   |                                   |                                   | XPTSTLTW |             |         |
| Địa chỉ mới                                        | Nguyễn Xã Hội     | Mai Lê Yên                        | Nguyễn Xã Hội, Kiều Minh          | XPTSTLTW | [ t ]       | [ 204 ] |
| Đôi bạn cùng lớp                                   |                   |                                   |                                   | XPTSTLTW |             |         |
| Hội nghị hiệp thương chính trị thống nhất đất nước |                   |                                   |                                   | XPTSTLTW |             |         |
| Khắp nơi thi đua chào mừng Đại hội Đảng IV         |                   |                                   |                                   | XPTSTLTW |             |         |
| Khúc ca mùa xuân                                   |                   |                                   |                                   | XPTSTLTW |             |         |
| Lăng Hồ Chủ Tịch                                   |                   |                                   |                                   | XPTSTLTW |             |         |
| Lễ độc lập 2/9/1975 tại Hồ Chí Minh                |                   |                                   |                                   | XPTSTLTW |             |         |
| Mặt trời trên Tây Nguyên                           |                   |                                   |                                   | XPTSTLTW |             |         |
| Miền Nam trong trái tim tôi                        | Phạm Kỳ Nam       | - Mai Trung Thứ - Nguyễn Quý Huân | - Nguyễn Như Ái - Phạm Đình Thăng | XPTSTLTW | [ q ]       | [ 208 ] |
| Mùa xuân thống nhất                                |                   |                                   |                                   | XPTSTLTW |             |         |
| Niềm vui người thợ                                 |                   |                                   |                                   | XPTSTLTW |             |         |
| Ngày hội non sông                                  |                   |                                   |                                   | XPTSTLTW |             |         |
| Nguồn nước                                         |                   |                                   |                                   | XPTSTLTW |             |         |
| Những đổi mới ở Quỳnh Lưu                          |                   |                                   |                                   | XPTSTLTW |             |         |
| Những giây phút ban đầu                            |                   |                                   |                                   | XPTSTLTW |             |         |
| Những người chủ mới                                |                   |                                   |                                   | XPTSTLTW |             |         |
| Tấm lòng miền Trung                                |                   |                                   |                                   | XPTSTLTW |             |         |
| Tên em là gì?                                      | Đỗ Đức Kim        | Mai Lê Yên                        |                                   | XPTSTLTW | [ u ]       | [ 204 ] |
| Tiếng nổ sau chiến tranh                           | Nguyễn Ngọc Quỳnh | Phạm Văn Lân                      | Lưu Xuân Thư                      | XPTSTLTW | [ q ]       | [ 209 ] |
| Vì âm thanh cuộc sống                              | Lương Đức         |                                   | Lương Đức                         | XPTSTLTW | [ k ] [ A ] | [ 210 ] |
| Viên Chăn một ngày lịch sử                         |                   |                                   |                                   | XPTSTLTW |             |         |
| Xuân 1975 một nẻo đường miền Trung                 |                   |                                   |                                   | XPTSTLTW |             |         |
| Xuân nào vui hơn                                   |                   |                                   |                                   | XPTSTLTW |             |         |
| Những trang hồ sơ về một loại người                | Anh Sinh          | Lê Tri                            | Duy Phương                        | ĐACAND   |             | [ 211 ] |

## Năm 1977
| Phim                                            | Đạo diễn        | Biên kịch       | Quay phim   | Sản xuất | Chú   | Ref     |
| ----------------------------------------------- | --------------- | --------------- | ----------- | -------- | ----- | ------- |
| Bài ca những người lấn biển                     |                 |                 |             | XPTSTLTW |       | [ 212 ] |
| Bệnh ma tuý                                     |                 |                 |             | XPTSTLTW |       |         |
| Câu trả lời của Hợp tác xã Định Công            |                 |                 |             | XPTSTLTW |       | [ 213 ] |
| Đất chuyển                                      | Phạm Thành Liêu | Phạm Thành Liêu | Lê Văn Long | XPTSTLTW |       | [ 214 ] |
| Điện Biên hôm nay                               |                 |                 |             | XPTSTLTW |       |         |
| Đòn bẩy và đời sống                             |                 |                 |             | XPTSTLTW |       |         |
| Đường chúng ta đi                               | Lê Quốc         | Phi Hùng        | Lương Đức   | XPTSTLTW |       |         |
| Đường tầu thống nhất                            |                 |                 |             | XPTSTLTW |       |         |
| Hàng xuất khẩu Việt Nam                         |                 |                 |             | XPTSTLTW |       |         |
| Hạt thóc và cây lúa                             |                 |                 |             | XPTSTLTW |       |         |
| Học vần học văn                                 |                 |                 |             | XPTSTLTW |       |         |
| Hôm nay và đêm qua                              |                 |                 |             | XPTSTLTW |       |         |
| Mùa đầu trên đất cũ                             |                 |                 |             | XPTSTLTW |       |         |
| Mùa thi đầu ở Trường Quốc học Huế               |                 |                 |             | XPTSTLTW |       |         |
| Mùa thu hoạch đầu tiên                          |                 |                 |             | XPTSTLTW |       |         |
| Mùa xuân thượng võ                              |                 |                 |             | XPTSTLTW |       |         |
| Ngày hội múa rối                                |                 |                 |             | XPTSTLTW |       |         |
| Người từ chiến trường trở về                    |                 |                 |             | XPTSTLTW |       |         |
| Những người đánh cá biển                        |                 |                 |             | XPTSTLTW |       |         |
| Quê hương 5 tấn đất và người                    |                 |                 |             | XPTSTLTW |       |         |
| Tiếng cồng trên đất Mường                       |                 |                 |             | XPTSTLTW |       |         |
| Tình sâu nghĩa nặng                             |                 |                 |             | XPTSTLTW |       |         |
| Tôm đông lạnh Việt Nam                          |                 |                 |             | XPTSTLTW |       |         |
| Thể dục thể thao Bắc Thái                       |                 |                 |             | XPTSTLTW |       |         |
| Thủ tướng Phạm Văn Đồng thăm nước Cộng hoà Pháp |                 |                 |             | XPTSTLTW |       |         |
| Thư viện quê tôi                                |                 |                 |             | XPTSTLTW |       |         |
| Trước con mắt những người hâm mộ                |                 |                 |             | XPTSTLTW |       |         |
| Vài hình ảnh hoạt động nhà trẻ quê Bác          |                 |                 |             | XPTSTLTW |       |         |
| Vì hôm nay và thế hệ mai sau                    |                 |                 |             | XPTSTLTW |       |         |
| Vĩnh Phú đất Tổ                                 |                 |                 |             | XPTSTLTW |       |         |
| Cao su Việt Nam                                 |                 |                 |             | XPHCM    |       |         |
| Chuyện mới ở Thủ Đức                            |                 |                 |             | XPHCM    | [ v ] |         |
| Dòng sông sinh đôi                              |                 |                 |             | XPHCM    |       |         |
| Đất biển Cà Mau                                 |                 |                 |             | XPHCM    |       |         |
| Vấn đề hôm nay                                  |                 |                 |             | XPHCM    |       |         |

## Năm 1978
| Phim                                                                                       | Đạo diễn          | Biên kịch     | Quay phim       | Sản xuất | Chú         | Ref     |
| ------------------------------------------------------------------------------------------ | ----------------- | ------------- | --------------- | -------- | ----------- | ------- |
| An Giang đầu nguồn châu thổ                                                                |                   | Mai Văn Tạo   |                 | XPHCM    |             |         |
| Biển bạc                                                                                   |                   |               |                 | XPHCM    |             |         |
| Đồng chí Lê Duẩn thăm hai tỉnh Đắc Lắc và Gia Lai – Kon Tum                                |                   |               |                 | XPHCM    |             |         |
| Gò Công đất mặn                                                                            |                   |               |                 | XPHCM    |             |         |
| Khơi nguồn nước                                                                            |                   |               |                 | XPHCM    |             |         |
| Nạn lụt năm 1978 ở đồng bằng sông Cửu Long                                                 |                   |               |                 | XPHCM    |             |         |
| Những tuyến đường hôm nay                                                                  |                   |               |                 | XPHCM    |             |         |
| Qua cơn vật vã                                                                             | Thanh Huyền       | Ngọc Hiến     | Phan Minh Tuấn  | XPHCM    | [ w ] [ x ] | [ 215 ] |
| Trách nhiệm và tình thương                                                                 |                   |               |                 | XPHCM    |             |         |
| Về Dương Minh Châu                                                                         |                   |               |                 | XPHCM    |             |         |
| Về quê Nguyễn Đình Chiểu                                                                   |                   |               |                 | XPHCM    |             |         |
| Bài ca dâng Bác                                                                            | Bùi Đình Hạc      | Bùi Đình Hạc  | Lưu Xuân Thư    | XPTSTLTW |             | [ 216 ] |
| Bệnh sốt rét                                                                               |                   |               |                 | XPTSTLTW |             |         |
| Cuộc hành trình đậm đà tình hữu nghị Tập 2: Thủ tướng Phạm Văn Đồng thăm cộng hoà Philipin |                   |               |                 | XPTSTLTW |             |         |
| Cửa Hữu Nghị ngày 25/8                                                                     |                   |               |                 | XPTSTLTW |             |         |
| Chủ tịch quốc hội Trường Chinh thăm một số cơ sở miền Nam                                  |                   |               |                 | XPTSTLTW |             |         |
| Chúng em ca múa                                                                            |                   |               |                 | XPTSTLTW |             |         |
| Chung một kẻ thù                                                                           |                   |               |                 | XPTSTLTW |             |         |
| Dòng sữa thảo nguyên                                                                       |                   |               |                 | XPTSTLTW |             |         |
| Dưới chân Hữu Nghị Quan                                                                    |                   |               |                 | XPTSTLTW |             |         |
| Đoàn nghệ thuật quốc gia Lào đến thăm và biểu diễn ở Việt Nam                              |                   |               |                 | XPTSTLTW |             |         |
| Đội bóng đá Bộ giao thông công chính và vận tải Lào thăm VN                                |                   |               |                 | XPTSTLTW |             |         |
| Hồ Chí Minh tháng 5/1978                                                                   |                   |               |                 | XPTSTLTW |             |         |
| Khu công nghiệp bên sông Đồng Nai                                                          |                   |               |                 | XPTSTLTW |             |         |
| Khúc hát sông Đà                                                                           |                   |               |                 | XPTSTLTW |             | [ 217 ] |
| Kỹ thuật trồng thông                                                                       |                   |               |                 | XPTSTLTW | [ A ]       | [ 217 ] |
| La Habana – gương mặt Việt Nam                                                             |                   |               |                 | XPTSTLTW |             | [ 217 ] |
| Lễ tang Phó Chủ tịch Nguyễn Lương Bằng                                                     |                   |               |                 | XPTSTLTW |             |         |
| M02 Chiếc máy kéo bền nhất                                                                 |                   |               |                 | XPTSTLTW |             |         |
| Mùa xuân                                                                                   |                   |               |                 | XPTSTLTW |             |         |
| Những người con Hồ Chí Minh                                                                |                   |               |                 | XPTSTLTW |             |         |
| Những trang sử viết bằng đá                                                                |                   |               |                 | XPTSTLTW |             |         |
| Phản bội                                                                                   | Trần Văn Thủy     | Trần Văn Thủy | Phạm Quang Phúc | XPTSTLTW | [ y ]       | [ 218 ] |
| Quy hoạch làng mới                                                                         |                   |               |                 | XPTSTLTW |             |         |
| Quỳnh Giang bảo vệ sức khoẻ                                                                |                   |               |                 | XPTSTLTW |             |         |
| Rắn nguồn dược liệu quí                                                                    |                   |               |                 | XPTSTLTW |             |         |
| Sử dụng và bảo quản nhà cao tầng                                                           |                   |               |                 | XPTSTLTW |             |         |
| Sự thật lên tiếng                                                                          |                   |               |                 | XPTSTLTW |             |         |
| Tầm nhìn                                                                                   |                   |               |                 | XPTSTLTW |             |         |
| Tận dụng phế liệu                                                                          |                   |               |                 | XPTSTLTW |             |         |
| Tiếng hát quê hương                                                                        |                   |               |                 | XPTSTLTW |             |         |
| Tình hữu nghị trong sáng như bầu trời không có bóng mây                                    |                   |               |                 | XPTSTLTW |             |         |
| Tình yêu đất mỏ                                                                            |                   |               |                 | XPTSTLTW |             |         |
| Từ con đường lửa đạn đến những dòng kênh xanh                                              |                   |               |                 | XPTSTLTW |             |         |
| Thành phố ngọn đèn                                                                         | Nguyễn Ngọc Quỳnh |               |                 | XPTSTLTW | [ z ]       | [ 219 ] |
| Thủ tướng Phạm Văn Đồng thăm nước cộng hoà Sri Lanka                                       |                   |               |                 | XPTSTLTW |             |         |
| Thuốc kích thích thực vật                                                                  |                   |               |                 | XPTSTLTW |             |         |
| Trên cầu Bắc Luân                                                                          |                   |               |                 | XPTSTLTW |             |         |
| Trên một vùng biên cương Tổ quốc                                                           |                   |               |                 | XPTSTLTW |             |         |
| Vì hạnh phúc của chúng ta                                                                  |                   |               |                 | XPTSTLTW |             |         |
| Bản cáo trạng số 1                                                                         | Anh Sinh          | Anh Sinh      | Xuân Thành      | ĐACAND   |             | [ 211 ] |
| Nạn kiều                                                                                   |                   |               |                 | XPTVN    |             |         |

## Năm 1979
| Phim                                                          | Đạo diễn       | Biên kịch      | Quay phim        | Sản xuất | Chú    | Ref     |
| ------------------------------------------------------------- | -------------- | -------------- | ---------------- | -------- | ------ | ------- |
| Bắc Kinh xâm lược và thảm bại                                 |                |                |                  | XPTSTLTW |        |         |
| Campuchia nỗi kinh hoàng và sự hồi sinh                       |                |                |                  | XPTSTLTW |        |         |
| Cao Bằng khôi phục sản xuất và đời sống                       |                |                |                  | XPTSTLTW |        |         |
| Cao điểm lúa                                                  |                |                |                  | XPTSTLTW |        |         |
| Cây Bạc Hà                                                    |                |                |                  | XPTSTLTW |        |         |
| Chào An–ma–a–ta                                               |                |                |                  | XPTSTLTW |        |         |
| Chúng tôi đến Phnôm Pênh                                      |                |                |                  | XPTSTLTW |        |         |
| Chúng tôi là những người tỵ nạn                               |                |                |                  | XPTSTLTW |        |         |
| Chữa bệnh trẻ em                                              |                |                |                  | XPTSTLTW |        |         |
| Chưa phải là tất cả                                           |                |                |                  | XPTSTLTW |        |         |
| Đảo ngọc Cô Tô                                                |                |                |                  | XPTSTLTW |        |         |
| Đất nước hồi sinh                                             | Xuân Thành     |                |                  | XPTSTLTW |        |         |
| Đêm Hà Nội                                                    |                |                |                  | XPTSTLTW |        |         |
| Đoàn đại biểu Bungari thăm Việt Nam                           |                |                |                  | XPTSTLTW |        |         |
| Đoàn đại biểu cấp cao Campuchia thăm hữu nghị Việt Nam        |                |                |                  | XPTSTLTW |        |         |
| Đoàn đại biểu Đảng cộng sản Nhật Bản thăm hữu nghị Việt Nam   |                |                |                  | XPTSTLTW |        |         |
| Hoa Lư                                                        |                |                |                  | XPTSTLTW |        |         |
| Kỹ thuật trồng dâu                                            |                |                |                  | XPTSTLTW |        |         |
| Lạng Sơn sau ngày 5/3/1979                                    |                |                |                  | XPTSTLTW |        |         |
| Lạng Sơn Ta ca nô                                             |                |                |                  | XPTSTLTW |        |         |
| Liên hoan nghệ thuật quần chúng các dân tộc                   |                |                |                  | XPTSTLTW |        |         |
| Một sự kiện lịch sử                                           |                |                |                  | XPTSTLTW |        |         |
| Nguyễn Ái Quốc đến với Lê Nin                                 | Bùi Đình Hạc   | Hồng Hà        | Đỗ Duy Hùng      | XPTSTLTW | [ y ]  | [ 220 ] |
| Người Hà Nội trên cao nguyên đất đỏ                           |                |                |                  | XPTSTLTW |        |         |
| Nhà văn hoá mới Quảng Ninh                                    |                |                |                  | XPTSTLTW |        |         |
| Những đường bay đầu tiên của chúng ta                         |                |                |                  | XPTSTLTW |        |         |
| Những người chiếu bóng                                        |                |                |                  | XPTSTLTW |        |         |
| Những người tình nguyện                                       |                |                |                  | XPTSTLTW |        |         |
| Ong mắt đỏ và biện pháp dùng sinh học bảo vệ cây trồng        | Nguyễn Như Ái  |                |                  | XPTSTLTW |        |         |
| Phố phường đang đổi mới                                       |                |                |                  | XPTSTLTW |        |         |
| Quê hương Bác Hồ                                              |                |                |                  | XPTSTLTW |        |         |
| Ruộng đất thâm canh                                           |                |                |                  | XPTSTLTW |        |         |
| Sơn Mỹ những bằng chứng tội ác                                |                |                |                  | XPTSTLTW |        |         |
| Tội ác của quân Trung Quốc xâm lược ở Hoàng Liên Sơn          |                |                |                  | XPTSTLTW |        |         |
| Từ những nguồn nước tỉnh Thanh                                |                |                |                  | XPTSTLTW |        |         |
| Thủ tướng Phạm Văn Đồng thăm nước Cộng hoà nhân dân Campuchia |                |                |                  | XPTSTLTW |        |         |
| Trạm thú y xã                                                 |                |                |                  | XPTSTLTW |        |         |
| Trồng mía đồi                                                 |                |                |                  | XPTSTLTW |        |         |
| Xiếc Việt Nam                                                 |                |                |                  | XPTSTLTW |        |         |
| Bên những tháp Chàm cổ                                        |                |                |                  | XPGP     |        |         |
| Campuchia đó là 3+4                                           | Dương Minh Đẩu | Dương Minh Đẩu | Nguyễn Mạnh Hùng | XPQĐND   | [ aa ] | [ 221 ] |
| Con đường mới của những làng quê                              | Hà Hữu Nghiêm  |                |                  | XPHCM    |        | [ 222 ] |
| Chuyện kể từ đất Angkor                                       |                |                |                  | XPHCM    | [ v ]  |         |
| Đàn đá Khánh Sơn                                              |                |                |                  | XPHCM    |        |         |
| Hóc Môn 18 thôn vườn Trầu                                     |                |                |                  | XPHCM    |        |         |
| Kẻ thù của chúng ta                                           | Ngọc Quang     |                |                  | XPHCM    |        |         |
| Khăn quàng đỏ                                                 |                |                |                  | XPHCM    |        |         |
| Mãi mãi bên Người                                             | Lý Cường       | Hải Như        | Đinh Hải Bằng    | XPHCM    |        | [ 223 ] |
| Miền đất Cửu Long                                             | Lương Xuân Tâm |                |                  | XPHCM    |        | [ 222 ] |
| Nhìn lại Côn Đảo                                              | Lê Trúc        |                |                  | XPHCM    |        |         |
| Tết Chôn–chơ–nam Thơ–mây trở lại trên đất nước Campuchia      |                |                |                  | XPHCM    |        |         |
| Vì tuyến đầu Tổ quốc                                          |                |                |                  | XPHCM    |        | [ 224 ] |
| Hợp tác xã Tân Sơn                                            |                |                |                  | XPTVN    |        |         |

### Giải thưởng
1. 1 2 3 4 5 6 7 8 9  Phim giành được Bông sen vàng tại LHPVN lần thứ 2.
2. ↑  Phim giành giải Bồ câu vàng tại LHP Leipzig năm 1970.
3. ↑  Phim tài liệu giành được Bằng khen của Ban dân tộc Trung ương.
4. 1 2 3 4 5 6 7 8 9 10 11  Phim giành được Bông sen bạc tại LHPVN lần thứ 2.
5. 1 2  Phim giành Huy chương vàng tại LHP Moskva năm 1971.
6. ↑  Phim giành giải Bồ câu bạc tại LHP Leipzig (en) năm 1970.
7. ↑  Phim giành được Bông sen bạc tại LHPVN lần thứ 1.
8. ↑  Phim giành giải Bồ câu vàng tại LHP Leipzig năm 1971.
9. ↑  Phim giành được Bằng khen tại LHP Leipzig năm 1971.
10. ↑  Phim giành giải Bồ câu vàng tại LHP Leipzig năm 1972.
11. 1 2 3 4 5  Phim giành được Bông sen bạc tại LHPVN lần thứ 3.
12. ↑  Phim giành Huy chương bạc tại LHP Moskva năm 1973.
13. ↑  Phim giành được Bông sen vàng tại LHPVN lần thứ 3.
14. ↑  Phim giành giải nhất tại LHP Quân đội các nước XHCH ở Hungary năm 1978.
15. 1 2  Phim giành được Bằng khen tại LHPVN lần thứ 3.
16. ↑  Phim giành giải Bồ câu vàng tại LHP Leipzig năm 1973.
17. 1 2 3  Phim giành được Bông sen bạc tại LHPVN lần thứ 4.
18. 1 2  Phim giành được Bông sen vàng tại LHPVN lần thứ 4.
19. ↑  Phim giành giải Bồ câu vàng tại LHP Leipzig năm 1975.
20. ↑  Phim giành Huy chương bạc tại LHP Moskva năm 1977.
21. ↑  Phim giành Huy chương vàng tại LHP Moskva năm 1977.
22. 1 2  Phim giành được Bằng khen tại LHPVN lần thứ 5.
23. ↑  Phim giành được Bông sen bạc tại LHPVN lần thứ 5.
24. ↑  Phim giành giải Bồ câu vàng tại LHP Leipzig năm 1978.
25. 1 2  Phim giành được Bông sen vàng tại LHPVN lần thứ 5.
26. ↑  Phim giành được Bằng khen tại LHP Leipzig năm 1978.
27. ↑  Phim giành giải Bồ câu vàng tại LHP Leipzig năm 1979.